# Ansbacher Kammerorchester
Das Ansbacher Kammerorchester ist ein semiprofessionelles Orchester, das in Ansbach beheimatet ist.

## Allgemeines
Das Ansbacher Kammerorchester trat 1964 unter dem damaligen Kirchenmusikdirektor Otto Meyer erstmals in Erscheinung. Es ging aus dem 1831 gegründeten Singverein hervor, der dann zu einem Sing- und Orchesterverein erweitert wurde. 1964 trennten sich die Ensembles Chor und Orchester. Das Orchester beschränkte sich zunächst auf Barockmusik. Im Laufe der Zeit erweiterte das Ensemble sein Repertoire auch auf die Musik des 19. und 20. Jahrhunderts. Nach und nach wurde das Ansbacher Kammerorchester zum begehrten Partner für Orchester- und Oratorienkonzerte weit über den Süddeutschen Raum hinaus.
Der Klangkörper setzt sich aus professionellen Musikern, Musiklehrern und Laienmusikern zusammen. Die Besetzung variiert je nach Werk vom Kammerensemble bis zur symphonischen Besetzung. Das Orchester arbeitet ausschließlich mit Gastdirigenten. Bei kleineren Besetzungen hat der Konzertmeister die Leitung.